# Teixidor pardalenc cellablanc
El teixidor pardalenc cellablanc (Plocepasser mahali) és una espècie d'ocell de la família dels passèrids (Passeridae).

## Descripció
- Fa 17 - 19 cm.
- Ocell marró per sobre i molt clar a les parts inferiors. Capell i cara negra, amb una ampla cella blanca i gola blanca. Carpó blanc molt visible en vol. El bec del mascle és negre i el de la femella color banya.[2]

## Hàbitat i distribució
Viu a sabanes amb acàcies i boscos poc densos del sud d'Angola, sud i est de Zàmbia, Tanzània, Uganda, est de Sudan del Sud, centre i sud d'Etiòpia, sud de Somàlia, Kenya, Namíbia, Botswana, oest de Zimbàbue, Moçambic i Sud-àfrica.